# Holzhausen (Stolzenau)
Holzhausen ist ein Ortsteil der Gemeinde Stolzenau in der Samtgemeinde Mittelweser im Landkreis Nienburg/Weser in Niedersachsen. Der Ort liegt westlich des Kernortes Stolzenau an der Kreisstraße K 26.

## Geologie
Die geologische Beschaffenheit von Holzhausen und dessen Umgebung ist vor allem auf die letzten beiden Eiszeiten zurückzuführen. Durch die Saaleeiszeit als vorletzte Eiszeit, deren Eis das Gebiet vor rund 200.000 Jahren bedeckte, wurde viel Kiessand in der Region abgelagert. Die Weser fließt nur aufgrund der Kiesablagerungen bei Porta Westfalica durch die Umgebung Holzhausens. Der alte Weg der Weser wurde deshalb versperrt und sie bahnte sich den Weg durch die Region. Die Weichsel-Kaltzeit als letzte Eiszeit, die bis vor 10.000 Jahren andauerte, beeinflusste die Geologie Holzhausens nicht so stark. Der Eisschild drang nicht mehr bis nach Holzhausen vor. Dennoch lag Holzhausen innerhalb des Periglazialgebiets mit dauerhaft gefrorenem Boden war. Aufgrund der fehlenden Vegetation wurde zu dem Zeitpunkt viel Sand und Kies abgetragen und von der Weser weggespült. Dieser lagerte sich dann im Urstromtal der Weser ab und so entstand die 12–18 Meter hohe Niederterrasse der Weser, auf der auch Holzhausen liegt.

## Geschichte

### Entstehung
Die Entstehung Holzhausens ist größtenteils unbekannt. Sicher ist nur, dass es den Ort schon vor der ersten urkundlichen Erwähnung im Jahr 1200 gab. Damals ging es in einem Schreiben um die Übertragung der örtlichen Kirche zum Nonnenkloster Nendorf, was bedeutet, dass Holzhausen zu diesem Zeitpunkt schon eine Kirche besaß. Anscheinend handelte es sich um eine sächsische Gründung, die den Namen Borthere trug und der Vorläufer des heutigen Holzhausens war. Außerdem gab es Funde, die auf eine weitaus ältere Siedlung schließen lassen.

### Entwicklung
Im Laufe der Zeit erhielt Holzhausen den Namen Repholthusen, um ihn namentlich von den anderen Dörfern mit dem Namen Holzhausen abzugrenzen. 1241 verkauften die Grafen von Oldenburg Repholthusen an den Bischof Wilhelm von Minden. Diese erhielten dafür 810 Bremer Silber und den Vorbehalt, über neun Häuser in Repholthusen bestimmen zu dürfen. Allerdings ist nicht nachzuweisen, ob Repholthusen zu diesem Zeitpunkt nur aus neun Häusern bestand. Während des Dreißigjährigen Krieges wurde nur noch wenig überliefert, bekannt ist lediglich, dass es in der Zeit mehrere Belagerungen gab, darunter dänische und französische.

### Kirche
Wie die Entstehung des Ortes selbst, ist die Entstehung der Holzhäuser Kirche weitestgehend unbeleuchtet. Es wird vermutet, dass diese zu den sogenannten Stammpfarreien von 850 gehört. 1200 wurde die Kirche schließlich dem Kloster Nendorf beigefügt. Damals war diese nur ein kreuzförmiges Steingemäuer. 1546 wurde das Gemäuer zugunsten des Ausbaus der Burg Stolzenau der Grafen von Hoya abgerissen. Stattdessen errichtete man eine Fachwerkkirche. 1816, nach der sogenannten Franzosenzeit, war die Kirche unbrauchbar und wurde repariert. 1822 war sie wieder in einem ansehnlichen Zustand. 1826 wurde die Stolzenauer Kirche abgerissen und die Stolzenauer feierten ihren Gottesdienst übergangsweise ebenfalls in der Holzhäuser Kirche.

### Schule
Ebenfalls ungeklärt ist die Entstehung der Schule in Holzhausen. 1620 wurde sie erstmals erwähnt. Damals waren es noch einfache Leute, die den Unterricht gaben. Während des Dreißigjährigen Krieges war die Lehrerstelle unbesetzt, sodass die Kinder vom Küster unterrichtet wurden, der gleichzeitig zu kirchlichen Diensten verpflichtet war. Diese Tradition dauerte auch nach dem Dreißigjährigen Krieg weiter an. 1963 wurde die Schule umgebaut, bis 1970 die Volksschule vollständig geschlossen wurde.

## Archäologie
Im Gebiet von Holzhausen gibt es archäologische Oberflächenfunde, mit denen erste Siedlungen datiert werden können. Die ältesten stammen aus der Steinzeit, darunter Feuersteinabschläge und ein Feuerstein-Halbrundschaber, sowie eine Feuersteinklinge, das Schneidenteil einer Felsstein-Axt, ein Flachbeil aus einem lyditähnlichen Gestein und ein Fels-Ovalbeil. Die Funde lassen sich auf die Trichterbecherkultur zurückführen. Ein weiterer steinzeitlicher Fund ist auf die Glockenbecherkultur zurückzuführen. Dabei handelt es sich um eine geflügelte und gestielte Pfeilspitze. Weitere Funde stammen aus der vorrömischen Eisenzeit, darunter Scherben und der Rest einer eisernen Fibel, eine Gewandspange mit Armbrustkonstruktion. Es wurde ein Urnenfriedhof gefunden. Auch aus der römischen Kaiserzeit wurden Funde geborgen, darunter Scherben und Mahl- sowie Schleifsteinfragmente. An der Stelle des Urnenfriedhofs wurden Reste einer mittelalterlichen Burganlage entdeckt. Von ihr stammen gefundene Randscherben eines Kugeltopfes.